# Andy Ces
Andy Ces est un joueur de volley-ball français né le 3 juillet 1982 à Savigny-sur-Orge, Essonne. Il mesure 1,96 m et joue attaquant de pointe. Il totalise 15 sélections en équipe de France. Après plusieurs blessures, il se consacre essentiellement à sa carrière de beach notamment avec son frère Kévin Ces.
Il a suivi la filière sport-étude de l'INSA de Toulouse et possède un diplôme d'ingénieur en informatique.

## Clubs
| Club                  | Pays   | De        | À         |
| --------------------- | ------ | --------- | --------- |
| CNVB                  | France | 1998-1999 | 1999-2000 |
| Agde                  | France | 2000-2001 | 2001-2002 |
| Spacer's de Toulouse  | France | 2002-2003 | 2003-2004 |
| Rennes Étudiants Club | France | 2004-2005 | 2004-2005 |
| UVB Narbonne          | France | 2005-2006 | 2005-2006 |
| beach-volley          | France | 2006-2007 |           |

## Palmarès
- Saison 2009 :
  - Champion de Nouvelle-Zélande

- Saison 2008 :
  - classement mondial: 13e
  - SWATCH FIVB "Most Improved Player" 2008
  - Champion de France
  - Finaliste de l'Open de Bahreïn
  - Demi-finaliste à l'Open de Doubaï
  - Finaliste de l'étape CEV de Lucerne

- Saison 2007 :
  - champion de France
  - vainqueur du Challenge de France des Clubs
  - classement mondial: 43e

- Saison 2006 :
  - débuts au Beach Volley
  - 1er au classement général du championnat de France de Beach Volley avant le tournoi final

- Saison 2005 :
  - attaquant de pointe titulaire à Narbonne Volley, ProA
  - 7e meilleur attaquant du championnat
  - capitaine de l’équipe de France Universitaire
  - 3 sélections en équipe de France

- Saison 2004 :
  - attaquant de pointe titulaire à Rennes, ProA
  - 5e meilleur attaquant du championnat
  - 2 sélections en équipe de France

- Saison 2002 et 2003 :
  - attaquant de pointe titulaire à Toulouse, ProA
  - 12 sélections en équipe de France

- Saison 2000 et 2001 :
  - capitaine de l’équipe de France Junior
  - 3e au championnat d’Europe Junior